# Resolutie 1064 Veiligheidsraad Verenigde Naties
Resolutie 1064 van de Veiligheidsraad van de Verenigde Naties werd unaniem door de VN-Veiligheidsraad aangenomen op 11 juli 1996. De resolutie verlengde de UNAVEM III-missie in Angola met drie maanden.

## Achtergrond
Nadat Angola in 1975 onafhankelijk was geworden van Portugal keerden de verschillende onafhankelijkheidsbewegingen zich tegen elkaar om de macht. Onder meer Zuid-Afrika en Cuba bemoeiden zich in de burgeroorlog, tot ze zich in 1988 terugtrokken. De VN-missie UNAVEM I zag toe op het vertrek van de Cubanen. Een staakt-het-vuren volgde in 1990, en hiervoor werd de UNAVEM II-missie gestuurd. In 1991 werden akkoorden gesloten om democratische verkiezingen te houden die eveneens door UNAVEM II zouden worden waargenomen.

## Inhoud

### Waarnemingen
De Veiligheidsraad benadrukte het belang van de tijdige uitvoering van het vredesakkoord tussen Angola en UNITA. Dat proces ging – traag – vooruit. Gesprekken over de vorming van een eenheidsleger waren met succes afgerond en er was eveneens een akkoord over de vorming van een eenheidsregering. Ook was respect voor de mensenrechten en de demilitarisatie van de Angolese samenleving belangrijk. Ten slotte was het herstel van de economie vitaal voor een duurzame vrede.

### Handelingen
Het mandaat van de UNAVEM III-missie in Angola werd verlengd tot 11 oktober. De twee partijen werden geprezen voor het militair raamakkoord dat ze sloten en het begin van de integratie van UNITA in het Angolese leger. Ook werkten ze aan het opheffen van controleposten en het openen van belangrijke wegen. Intussen waren zo'n 52.000 UNITA-troepen ingekwartierd. UNITA moest ook al haar wapens aan UNAVEM III overmaken. Die twee zaken waren fundamenteel voor het vredesproces. Verder had Angola ook een amnestiewet afgekondigd en een burgerontwapeningsprogramma gestart. De vijandelijke propaganda was aan het
afnemen en moest volledig verdwijnen. De Veiligheidsraad veroordeelde het gebruik van huurlingen. Ten slotte werd de secretaris-generaal Boutros Boutros-Ghali gevraagd tegen 1 oktober te rapporteren over de verdere vooruitgang.

## Verwante resoluties
- Resolutie 1045 Veiligheidsraad Verenigde Naties
- Resolutie 1055 Veiligheidsraad Verenigde Naties
- Resolutie 1075 Veiligheidsraad Verenigde Naties
- Resolutie 1087 Veiligheidsraad Verenigde Naties

Lijst ·  1036 ·  1037 ·  1038 ·  1039 ·  1040 ·  1041 ·  1042 ·  1043 ·  1044 ·  1045 ·  1046 ·  1047 ·  1048 ·  1049 ·  1050 ·  1051 ·  1052 ·  1053 ·  1054 ·  1055 ·  1056 ·  1057 ·  1058 ·  1059 ·  1060 ·  1061 ·  1062 ·  1063 ·  1064 ·  1065 ·  1066 ·  1067 ·  1068 ·  1069 ·  1070 ·  1071 ·  1072 ·  1073 ·  1074 ·  1075 ·  1076 ·  1077 ·  1078 ·  1079 ·  1080 ·  1081 ·  1082 ·  1083 ·  1084 ·  1085 ·  1086 ·  1087 ·  1088 ·  1089 ·  1090 ·  1091 ·  1092